# قائمة مطارات لبنان

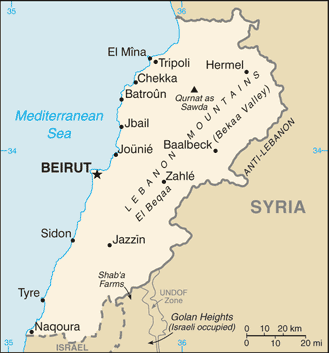
خريطة لبنان

هذه قائمة المطارات في لبنان، مقسمة من ناحية النوع ومصتفة من ناحية الموقع.

## المطارات
أسماء المطارات التي بالحروف الغليظة تدل على المطارات التي تستقبل الطائرات التجارية.
| منطقة الخدمة       | أيكاو        | أياتا        | اسم المطار                                          |
| مطارات مدنية       | مطارات مدنية | مطارات مدنية | مطارات مدنية                                        |
| ------------------ | ------------ | ------------ | --------------------------------------------------- |
| بيروت              | OLBA         | BEY          | مطار بيروت رفيق الحريري الدولي / قاعدة بيروت الجوية |
| مطارات عسكرية أخرى |              |              |                                                     |
| نهر البارد         | OLKA         | KYE          | مطار الرئيس الشهيد رينيه معوض (مطار القليعات)       |
| رياق               | OLRA         |              | قاعدة رياق الجوية                                   |
| حامات              |              |              | قاعدة حامات الجوية                                  |

## إقراء أيضا
- المواصلات في لبنان